# Ongelijkheid van Padoa

Een willekeurige driehoek ABC

In de driehoeksmeetkunde, een deelgebied van de wiskunde, is de ongelijkheid van Padoa een stelling die over een relatie tussen de lengtes van de zijden van een willekeurige driehoek {\displaystyle ABC} in het euclidische vlak {\displaystyle \mathbb {R} ^{2}} gaat.
Deze ongelijkheid, geformuleerd door de Italiaans wiskundige Alessandro Padoa (1868 – 1937), stelt dat
voor lengtes {\displaystyle a}, {\displaystyle b} en {\displaystyle c} van de zijden van {\displaystyle ABC}
altijd de relatie
{\displaystyle abc\geq \left(a+b-c\right)\left(b+c-a\right)\left(c+a-b\right)}
geldt.
De ongelijkheid van Padoa impliceert de ongelijkheid van Euler:
Voor de straal {\displaystyle R} van de omgeschreven cirkel van {\displaystyle ABC} en de straal {\displaystyle r} van de ingeschreven cirkel van {\displaystyle ABC}
geldt de relatie
{\displaystyle R\geq 2r} .

## Verdere ongelijkheden
Ook gelden de volgende relaties:
{\displaystyle {\sqrt {a}}+{\sqrt {b}}+{\sqrt {c}}\geq {\sqrt {a+b-c}}+{\sqrt {b+c-a}}+{\sqrt {c+a-b}}}

{\displaystyle {\frac {1}{a}}+{\frac {1}{b}}+{\frac {1}{c}}\leq {\frac {1}{a+b-c}}+{\frac {1}{b+c-a}}+{\frac {1}{c+a-b}}}

## Voetnoten
1. ↑   Zie „Alessandro Padoa“  op zbMATH Open.
2. ↑   Zie item 1163.00008 op zbMATH Open.
3. ↑   Zie item 1301.00003 op zbMATH Open.
4. ↑   Zie item 0437.26007 op zbMATH Open.
5. ↑   Zie item 51.0468.11 op zbMATH Open.